# Dolmen de Sant Pere dels Forquets
Le dolmen de Sant Pere dels Forquets est un dolmen situé à Argelès-sur-Mer, dans le département français des Pyrénées-Orientales.

## Historique
Le dolmen a été signalé pour la première fois dans les années 1990 par Bernard Rieu.

## Description
L'édifice est complètement ruiné, son architecture n'est pas reconnaissable. Une grosse table de couverture de forme rectangulaire (2,80 m de long sur 2,10 m de large et 0,40 m d'épaisseur) recouvre quatre blocs grossiers couchés au sol. Tous les blocs sont en gneiss d'origine locale.